# ギャレット・ドロッパーズ

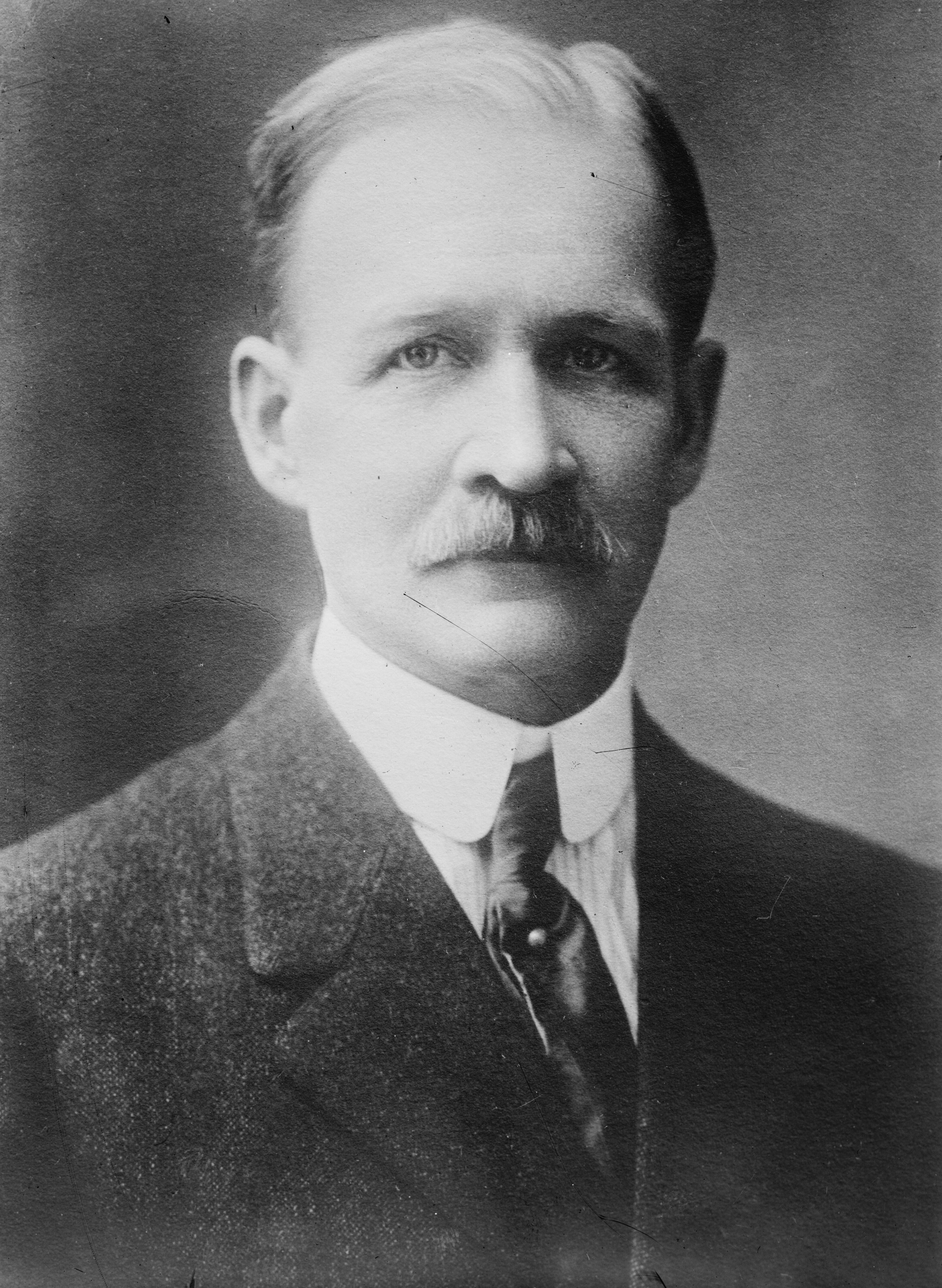
ギャレット・ドロッパーズ

ギャレット・ドロッパーズ（Garrett Droppers、1860年4月12日 - 1927年7月7日）は、明治時代にお雇い外国人として来日したアメリカ合衆国の経済学者である。

## 経歴・人物

### 来日前
オランダ系アメリカ人の子としてウィスコンシン州のミルウォーキーに生まれる。高校卒業後、財政上の関係により、母校でラテン語の教鞭を執る。その後浪人し、ハーバード大学で経済学を学んだ。1887年に卒業し、ドイツに移住する。ベルリン大学に入学しグスタフ・フォン・シュモラー及びアドルフ・ワーグナーの教え子となる。

### 日本での活動
後に結婚し、当時母校のハーバード大学の学長であったチャールズ・W・エリオットの推薦により来日命令が下される。これにより、1889年（明治22年）（1890年（明治23年）とも）10月23日にウィリアム・リスカム、ジョン・ヘンリー・ウィグモアらと共に来日した。慶應義塾に雇われ、そこで主に江戸時代の経済の教鞭を執った。これにより、慶應義塾大学部初代理財科（のちの経済学部）主任教師となった。しかし、滞日中に妻が赤痢により急逝するといった不幸があった。その後妻の妹と再婚し、二人の間には一人の息子が生まれた。

### 帰国後
1898年（明治31年）に任期満了となり、帰国した。その後、三人の娘が生まれ、翌年にはサウスダコタ大学の学長を務めた。以降シカゴ大学やウィリアムズ大学で教鞭を執ったり、当時の大統領ウッドロウ・ウィルソンからギリシア、モンテネグロの特命全権大使に採用される等幸せな晩年を過ごした。後に日本政府の招聘により再来日し再度慶應義塾大学で教鞭を執ったが病気の悪化により帰国し、1927年に自宅で死去した。

## 著書
- 『徳川時代に於ける日本の人口』（原題：The Population of Japan in the Tokugawa Period）- 江戸時代の経済や人口が多く言及されている。